# マドレーヌ・カルパンティエ
マドレーヌ・カルパンティエ（Madeleine Carpentier、1865年2月3日 - 1949年9月13日)は、フランスの画家、版画家である。人物画などを描いた。

## 略歴
パリで皮革業者の娘に生まれた。妹のマリー＝ポール・カルパンティエ（Marie-Paule Carpentier: 1876-1915）も画家になった。パリの画家、アドリアン・アドルフ・ボヌフォワ（Adrien Adolphe Bonnefoy: 1855-1912）に学んだ後、パリの私立の美術学校のアカデミー・ジュリアンで、ジャン＝ジョセフ・バンジャマン＝コンスタンに学んだ。妹の芸術家マリー・ポール・カルパンティエを描いた大きな絵画は、1935年にナントの美術館に買い上げられた。
1896年ころに彼女は妹と一緒にパリに住み、1898年にジョルジュ・プティの画廊で開かれた女性芸術家の展覧会に参加した。その後、エレーヌ・ベルトーらが設立した「女性画家・彫刻組合(Union des femmes peintres et sculpteurs)」に参加した。女性画家・彫刻組合の展覧会で1901年に2等、1905年に1等を獲得した
。1905年のフランス芸術家協会に展示された絵画はピオ賞（Prix Piot）を受賞するなど画家として活動を続けた。
パリ近郊のブローニュ＝ビヤンクールで亡くなった。

## 作品

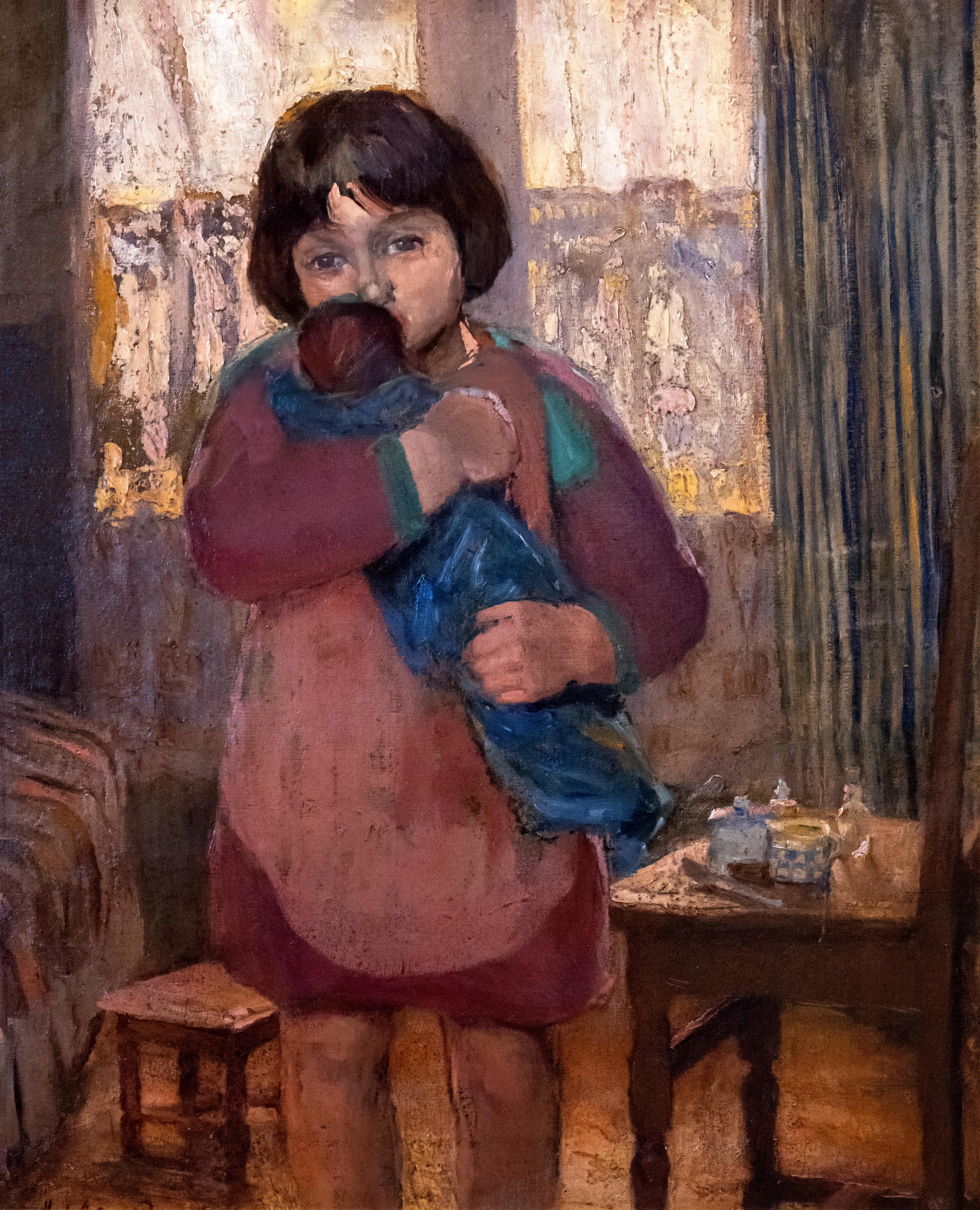
病気の人形 (c.1925) ガヤック美術館
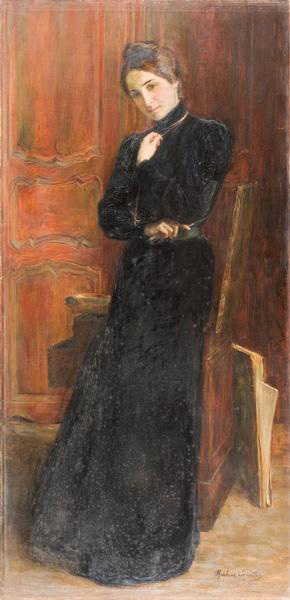
妹のマリー＝ポール・カルパンティエの肖像画
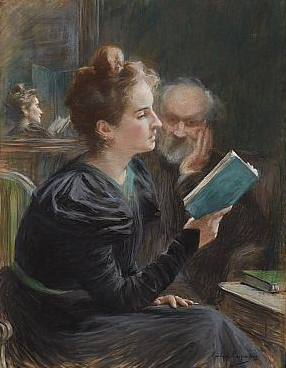
肖像画